# Marko Lipuš
Marko Lipuš (* 1974 in Eisenkappel/Železna Kapla, Kärnten) ist ein österreichischer Fotokünstler.

## Biografie
Lipuš wuchs als Sohn des Kärntner slowenischen Schriftstellers Florjan Lipuš und dessen Frau Maria in Kärnten auf. Seine Geschwister sind die Lyrikerin Cvetka Lipuš, der Musiker Gabriel Lipuš und der Unternehmer Rado Lipuš.
Lipuš begann seine Ausbildung an der Schule für Künstlerische Photographie in Wien bei Friedl Kubelka. Anschließend machte er sein Diplom am Kolleg für Fotografie der Höheren Graphischen Bundes-Lehr- und Versuchsanstalt in Wien. Außerdem absolvierte er zwei Auslandssemester an der Film- und Fernsehfakultät der Akademie der Musischen Künste (FAMU) in Prag bei Walter Bergmoser. Nach Auslandsaufenthalten in London und Mailand kehrte Marko Lipuš 2004 nach Wien zurück und arbeitet seitdem als freischaffender Künstler.
Lipuš’ künstlerische Arbeit zeichnet sich durch einen experimentellen Umgang mit Fotografie aus, bei dem traditionelle und moderne Techniken kombiniert und die Grenzen der klassischen Fotografie überschritten werden. Ein charakteristisches Merkmal seiner Werke ist die physische Manipulation des fotografischen Materials, insbesondere durch Kratzungen und andere Bearbeitungen, die direkt am Negativ oder an der kaschierten Bildoberfläche vorgenommen werden. Durch manuelle Eingriffe fragmentiert Lipuš die ursprüngliche Bildstruktur und löst sie von der reinen Abbildung.
Lipuš greift dabei häufig gesellschaftspolitische Themen auf. Sein 2023 entstandenes, von der Kärntner Kulturstiftung im Rahmen der Ausschreibung Kunst. Kultur. Demokratie. gefördertes Projekt OBDACH, eine Videoinstallation im halböffentlichen Raum, beschäftigt sich mit dem gesellschaftlichen Umgang mit Obdachlosigkeit. Die Werkserie Babica (Slowenisch für Großmutter) befasst sich anhand von Aufnahmen aus der heutigen Gedenkstätte des ehemaligen NS-Konzentrationslagers Ravensbrück mit dem Gedenken an seine dort ermordete Großmutter. Die multimediale Werkgruppe Trilogie Umgehen thematisiert die drei Krisenthemen Klimawandel, soziale Ungleichheit und Fluchtursachen und deren weitgehende gesellschaftliche Ignoranz.
In den 31 Kratzungen „verfotografierte“ (in begrifflicher Anlehnung an die „Verfilmung“) Lipuš literarische Texte diverser Autoren durch Porträts. Die Bildserie TACTICS, in der militärische Spielfiguren wie reale Personen abgelichtet werden, war Teil des Hauptprogramms des Europäischen Monats der Fotografie 2015/16 und wurde unter anderem im Berliner Martin-Gropius-Bau sowie im Benaki-Museum in Athen gezeigt. In der Serie Kratzungen blau fotografierte er Bodenrisse in Hallen der Leipziger Baumwollspinnerei in Großaufnahme und bearbeitete diese, um bildsprachliche Perspektivenverschiebungen herzustellen.
Lipuš hat fünf Bildbände zu seinen Werken veröffentlicht und in diversen Sammelbänden und anderen Formaten Bilder publiziert. Zusätzlich sind seine Arbeiten in Zeitungen und Zeitschriften wie Der Standard (Gestaltung der wöchentlichen Serie „Der Gedanke – Fotocartoons“ in der Samstagbeilage Album, März bis Oktober 2007) und Eikon erschienen. Seit 2019 werden seine Fotocartoons regelmäßig in der Kärntner Kulturzeitschrift „Die Brücke“ veröffentlicht.
Lipuš war 2002 Gründer des digitalen Fotoarchivs literaturfoto.net, in dem seine Aufnahmen von rund 400 porträtierten Künstlern aus dem deutschsprachigen Raum zusammengetragen sind. Das Archiv war von 2003 bis 2015 online zugänglich. Von 2009 bis 2013 war er Mitglied des ersten Fachbeirats für Elektronische Medien, Fotografie und Film des Kärntner Kulturgremiums. Im Jahr 2010 initiierte er das Artist-in-Residence-Stipendium für künstlerische Fotografie und Medienkunst in Kärnten, das seit 2012 jährlich vergeben wird.
Seine Arbeiten wurden sowohl in Österreich als auch international ausgestellt, zuletzt OBDACH in der Bundeskunsthalle in Bonn und in der Ruprechtskirche in Wien.

## Projekte (Auswahl)
- 1998–2001 26 Kratzungen
- 2004–2008 Fotocartoons
- 2005–2008 31 Kratzungen
- 2009–2013 Triptychons
- 2010–2011 Ballett
- 2010–2012 TACTICS
- 2012–2015 Kratzungen blau
- 2014–2016 Babica
- 2014–2017 Aufrisse
- 2017–2020 Objekte
- 2019–2020 Hymne Reloaded
- 2019–2022 Gedenkuhr
- 2019–2022 Umgehen. Eine Trilogie
- 2020–2022 Im Tunnel
- 2021–2023 Virtuelle Fotocartoons (NFT)
- 2022–2023 Obdach

## Einzelausstellungen (Auswahl)
- 2007: Portreti besed – Portraits of Words, Mala galerija (Cankarjev Dom), Ljubljana, SI[19]
- 2007–2009: Kratzungen – Verfotografierungen, Österreichisches Kulturforum, Mailand, IT[20], Wien Bibliothek im Rathaus, Wien, AT[21], MuseumsQuartier Wien, EIKON Schaufenster, AT[22], Literaturhaus Graz, AT, Literaturhaus Salzburg, AT[23], Literaturhaus Berlin, DE[24], Galerie der Österreichischen Botschaft in Berlin, DE[MOU1][25], Musikinstitut & Musikmuseum Klagenfurt, AT[26]
- 2010: 26 Kratzungen, Kunsthalle Wien, wien project space, AT[27]
- 2010: Photocartoons, Photon Center for Contemporary Photography, Ljubljana, SI[28]
- 2011: Kratzungen (Scratchings): To express more than the camera can expose, Österreichisches Kulturforum London, UK[29]
- 2012: bildarchive 16, Spinnerei archiv massiv, Leipzig, DE
- 2012: TACTICS, Stadtgalerie Klagenfurt, Living Studio, AT[30]
- 2016: Babica, Photon Center for Contemporary Photography, Ljubljana, SI und Photon Galerie Wien, AT[31]
- 2016: Kratzungen blau, Bildraum 01, Wien, AT[32]
- 2016: TACTICS, Europäisches Parlament, Brüssel, BE
- 2017: 33 Kratzungen, Literaturhaus Salzburg, AT[33]
- 2022: Gedenkuhr (permanente Videoinstallation), Forum Zarja, Eisenkappel/Železna Kapla, AT[34]
- 2022: Babica, Kunst:Schau:Raum, AK-Kärnten, Klagenfurt, AT[35]
- 2022: Umgehen. Eine Trilogie, Alpen-Adria-Galerie, Klagenfurt, AT[36]
- 2022: Wildes Österreich – Videoinstallation „Anthem Reloaded“, Schaubühne Lindenfels, Leipzig, DE[37]
- 2023: Anthem Reloaded, Österreichisches Kulturforum Berlin, DE[38]
- 2023: OBDACH – Videoinstallationen in halböffentlichen Räumen in Klagenfurt und Wolfsberg, AT[39]
- 2023: Offenes Gelände – Open Terrain, Stadtraum (ehem. Sammlung Friedrichshof), Wien, AT[40]
- 2024: Going Around – A Trilogy, Galerija GONG, Nova Gorica, SI[41]
- 2024: OBDACH – Videoinstallationen in halböffentlichen Räumen in Villach und Spittal a. d. Drau, AT[42]
- 2024: Wasser.Voda, Kelag Schau-Kraftwerk Forstsee, Kunst im Kraftwerk, Wörthersee, AT[43][44]

## Gruppenausstellungen (Auswahl)
- 2005: Coming out, Künstlerhaus Klagenfurt, AT[45]
- 2008: Bank Austria Kunstpreis, Galerie 3, Klagenfurt und Galerie Freihausgasse, Villach, AT[46]
- 2009: Konturen, Kunstraum Niederösterreich, Wien, AT[47]
- 2010: Europäischer Monat der Photographie, Suppan Fine Arts, Wien, AT[48]
- 2011: den blick öffnen, Künstlerhaus Wien, AT[49]
- 2011: Verbote im Kunstraum, Leopold Museum, Wien, AT[50]
- 2013: Fragile, BAWAG P.S.K. Contemporary, Wien, AT[51]
- 2014: Georg Trakl – Wettbewerb, Galerie im Traklhaus, Salzburg, AT[52]
- 2014: MemoryLab (European Month of Photography), Martin-Gropius-Bau, Berlin, DE[53]
- 2014: Wirklichkeit & Konstruktion, Stadtgalerie Klagenfurt, AT[54]
- 2015: Begegnungen, Österreichisches Kulturforum, Prag, CZ[55]
- 2015: MemoryLab (European Month of Photography), Benaki-Museum, Athen, GR[56]
- 2017: Ordnung und Obsession. Serien, Werkgruppen, Zyklen, Stadtgalerie Klagenfurt, AT[57]
- 2018: Im Schwarm der Objekte, Cité Internationale des Arts, Paris, FR[58]
- 2019: Bilder einer Landschaft (II), MMKK – KGLU – Koroška galerija likovnih umetnosti, Slovenj Gradec, SI[59]
- 2020: Bilder einer Landschaft (III), MMKK – Museum Moderner Kunst Kärnten, Klagenfurt, AT[60]
- 2020: imagined carinthia – rethinking reality (Katharina Gruzei & Marko Lipuš), im Rahmen der Landesausstellung CARINTHIja 2020, k&k – Kultur & Kommunikation, St. Johann i.R, AT[61]
- 2022: No Borders? Boundless Invisible Walls, Rathaus Graz, AT[62]
- 2022: Spuren. Sledi. – 1942 Vertreibung. Pregon 2022, Musikmuseum sowie Innenhof des Burghofes/MMKK (Installationen), Klagenfurt, AT[63]
- 2023: Leerraum weiß/schwarz, Brandenburgisches Landesmuseum für moderne Kunst, Cottbus, DE[64]
- 2024: FÜR ALLE! DEMOKRATIE NEU GESTALTEN, Bundeskunsthalle Bonn, DE[65]
- 2024: Spuren. Sledi. – 1942 Vertreibung. Pregon 2022, Österreichisches Parlament, Wien, AT[66]
- 2024: Über das Land/O deželi, Jahr der Fotografie, Kärnten Museum, Klagenfurt, AT[67]

## Publikationen
- 31 Kratzungen. Wieser Verlag, Klagenfurt 2008, ISBN 978-3-85129-803-1.
- 26 Kratzungen. Drava Verlag, Klagenfurt 2009, ISBN 978-3-85435-601-1.
- Fotocartoons. ÖIP / Eikon Verlag, Wien 2010, ISBN 978-3-902250-55-1.
- TACTICS. EPEKA, Maribor 2013, ISBN 978-961-93338-2-2.
- Babica. Auf den Spuren der Großmutter. Residenz Verlag, Salzburg 2016, ISBN 978-3-7017-3387-3.
- Kratzungen blau. Revolver Publishing, Berlin 2018, ISBN 978-3-95763-430-6.

## Auszeichnungen (Auswahl)
- 2008: Bank Austria Kunstpreis Kärnten (2. Platz)[68]
- 2010: St. Leopold Friedenspreis (Würdigungspreis), Österreich[69]
- 2011: OPUS Fotografiepreis, Deutschland[70]
- 2015: Bank Austria Kunstpreis, Crowdfunding Babica[71]
- 2018: Bank Austria Kunstpreis, Crowdfunding Kratzungen blau[72]
- 2022: Kärntner Kulturstiftung, Siegerprojekt des zweiten Calls „Kunst.Kultur.Demokratie.“ für das Projekt OBDACH[73]